# A Rush of Blood to the Head
A Rush of Blood to the Head je název druhého studiové alba anglické hudební skupiny Coldplay, které bylo vydáno 26. srpna 2002. Přístup k psaní písní byl údajně ovlivněn teroristickými útoky 11. září 2001, které byly uskutečněny týden před začátkem nahrávání. V písních v albu je výraznější piano a kytara než v debutovém albu této skupiny – Parachutes. V roce 2003 se album umístilo na 473. místě v žebříčku 500 nejlepších hudebních alb časopisu Rolling Stone.
Album mělo velký komerční úspěch, ve Spojeném království se umístilo na 1. místě v hitparádách a později se stalo 7. nejprodávanějších albem 21. století tohoto státu. Stalo se 8x platinovým, v Británii se prodalo 2,6 milionů kusů a celosvětově přes 11 milionů. Objevily se na něm hity "In My Place", "The Scientist", "Clocks" a "God Put a Smile upon Your Face". Podle kritiků je A Rush of Blood to the Head lepší než předchozí album Parachutes. V roce 2003 vyhrálo Cenu Grammy v kategorii Nejlepší alternativní album a v roce 2004 vyhrála píseň "Clocks" Cenu Grammy za Nejlepší nahrávku roku.

## Název
V angličtině "A Rush of Blood to the Head" (zkr. AROBTTH) znamená v doslovném překladu "nával krve do hlavy". Volně je možné přeložit jako "stav nepříčetnosti", kdy ve vzteku člověk dělá věci, které by za normálního stavu neprovedl a neuvědomuje si následky svých činů.

## Seznam skladeb
1. Politik – 5:18
2. In My Place – 3:48
3. God Put a Smile upon Your Face – 4:57
4. The Scientist – 5:09
5. Clocks – 5:07
6. Daylight – 5:27
7. Green Eyes – 3:43
8. Warning Sign – 5:31
9. A Whisper – 3:58
10. A Rush of Blood to the Head – 5:51
11. Amsterdam – 5:19